# Lucio Giunio Pullo
Lucio Giunio Pullo (latino: Lucius Iunius Pullus) (fl. III secolo a.C.) è stato un militare e politico romano.

## Biografia
Fu eletto console nel 249 a.C. con Publio Claudio Pulcro, durante la prima guerra punica. La flotta comandata dai due consoli fu completamente distrutta da una tempesta, perché, secondo quanto riportato da racconti tradizionali, Pullo non si curò degli auspici negativi.
In ogni caso Pullo non riuscì più a riprendersi dopo l'incidente e quello stesso anno si tolse la vita.